# Gliese 1132 b
Gliese 1132 b (часто сокращается до GJ 1132 b) — экзопланета, вращающаяся вокруг красного карлика Глизе 1132 в созвездии Парусов. Находится на расстоянии 39 св. лет (12 парсек) от Земли. Планета считается необитаемой, но достаточно прохладной, чтобы обладать атмосферой. Gliese 1132 b была обнаружена в рамках проекта MEarth-South array в Чили.
Она была названа «одной из самых важных планет, когда-либо обнаруженных за пределами Солнечной системы»: Gliese 1132 b в три раза ближе к Земле, чем любая другая известная скалистая экзопланета и телескопы должны быть в состоянии определить состав её атмосферы, скорость ветра и цвет заката. Это отчасти связано с малым диаметром её родительской звезды (21 % солнечного), что увеличивает эффект транзитов. Планета имеет диаметр примерно на 20 % больше, чем у Земли, а её масса оценивается в 1,6 массы Земли подразумевая, что она имеет землеподобный скалистый состав. Gliese 1132 b вращается вокруг своей звезды с периодом 1,6 дня на расстоянии 1,4 миллиона миль.
Планета получает в 19 раз больше звёздной радиации, чем Земля. Температура верхней части её атмосферы оценивается в 500 °F (260 °C; 533 K). Предполагается, что эта планета жарче, чем Венера, и у поверхности могут преобладать.более высокие температуры (см. Атмосфера Венеры). Вполне возможно, что одна сторона планеты прохладней, так как планета считается приливно заблокированной из-за своей близости к звезде; однако в большинстве случаев при плотной атмосфере тепло может передаваться обратной стороне.
В 2017 году вокруг Gliese 1132 b была подтверждена атмосфера. После недавней и значительной орбитальной миграции под действием излучения звезды планета утратила свою первичную водородную и гелиевую оболочку, но затем восстановила атмосферу, что показывают спектральные характеристики аэрозольного рассеяния HCN и CH4. Вероятным сценарием является тот, который связан с вулканической активностью и дегазацией магмы, высвобождающей водород.
На сегодняшний день GJ 1132 b это самая похожая на Землю по размеру и плотности экзопланета, которая обладает атмосферой.